# Kim Hỷ
Kim Hỷ là một xã thuộc huyện Na Rì, tỉnh Bắc Kạn, Việt Nam.

## Địa lý
Xã Kim Hỷ có vị trí địa lý:
- Phía bắc giáp huyện Ngân Sơn
- Phía đông giáp xã Lương Thượng và xã Văn Lang
- Phía nam giáp xã Côn Minh
- Phía tây giáp huyện Bạch Thông và huyện Ngân Sơn.

Xã Kim Hỷ có diện tích 76,53 km², dân số năm 2019 là 1.626 người, mật độ dân số đạt 21 người/km².
Trên địa phận Kim Hỷ có suối khuổi Than và suối khuổi Hát, thuộc thượng nguồn của sông Bắc Giang.

## Hành chính
Xã Kim Hỷ được chia thành 10 bản: Bản Kẹ, Bản Vèn, Bản Vin, Nà Mỏ, Nà Lác, Nà Ản, Cốc Tém, Kim Vân, Lũng Cậu, Khuổi Phầy.